# حامد نیکوپوردیلمی
حامد نیکوپوردیلمی پزشک ایرانی متولد شهر بوشهر عضو تیم پیوند دانشگاه علوم پزشکی شیراز است وی موفق به پیوند روده و چند ارگانی شده و جزء معدود پزشکان جهان در این حوزه است.

## زندگی‌نامه
وی متولد ۱۳۶۰ بوشهر است تا کلاس سوم دبستان در بوشهر بوده و بعد از آن به شیراز رفت و دوره متوسطه را در دبیرستان توحید طی کرد و در رشته پزشکی عمومی دانشگاه شیراز پذیرفته شد. مدرک پزشکی عمومی خود را در ۱۳۸۵ از دانشکده علوم پزشکی دانشگاه شیراز و پس از آن مدرک تخصص جراحی عمومی را از دانشگاه علوم پزشکی کرمانشاه دریافت نمود. در ۱۳۹۶ موفق به اخذ فلوشیپ فوق‌تخصصی جراحی‌های کبد، پانکراس، مجاری صفراوی و پیوند اعضاء داخل شکمی از دانشکده علوم پزشکی دانشگاه شیراز شد و همچنین دوره تکمیلی جراحی پیوند روده را به مدت ۶ ماه در Favalaro Foundation آرژانتین سپری کرده‌است.

## نارسایی روده
نارسایی روده هنگامی است که روده توانایی جذب مواد غذایی را به دلایلی ندارد یا از دست می‌دهد در پی آمد آن، جان بیمار به دلیل کمبود مواد غذایی در خطر جدی قرار می‌گیرد، تشخصی و درمان مناسب و به موقع بسیار مهم است در سال ۱۴۰۰ در غرب آسیا تنها مرکز درمانی در شیراز قرار داشت که با انتخاب مناسب درمان شامل درمان دارویی در ابتدا و در نهایت پیوند روده جان بیمار نجات خواهد یافت. در نوزادان و کودکان گاهی مشکل عدم رشد مناسب روده و کوچک بودن روده کودک را دچار مشکل جدی می‌کند که پیوند روده و افزایش طول روده درمان مناسبی برای این بیماران است. در سال ۱۴۰۰ وی ۸ پیوند روده که پیوند چند عضوی بوده انجام داده است.